# Гояния (агломерация)

Агломерация Гояния

Гояния (порт. Região Metropolitana de Goiânia)  —  крупная городская агломерация в Бразилии. Центр — город Гояния. Входит в штат Гояс. 
Численность населения составляет 2 093 849 человек на 2005 год и 2 384 560 человек на 2014 год (в том числе в границах 2010 года — 2 296 678 человек). Занимает площадь 7 315,15 км². Плотность населения — 325,98 чел./км².

## Состав агломерации
В агломерацию входят 20 муниципалитетов, в том числе город Гояния, Апаресида-ди-Гояния, Триндади, Сенадор-Канеду и др.

## Статистика
- Валовой внутренний продукт на 2005 составляет 18.834.576 mil реалов (данные: Бразильский институт географии и статистики).
- Валовой внутренний продукт на душу населения на 2005 составляет 9.832,00 реалов (данные: Бразильский институт географии и статистики).
- Индекс развития человеческого потенциала на 2000 составляет 0,812 (данные: Программа развития ООН).